# Salvaterra de Miño
Salvaterra de Miño è un comune spagnolo di 9 293 abitanti situato nella comunità autonoma della Galizia.